# George Andrews
George Eyre Andrews (Salem (Oregon), 4 de dezembro de 1938) é um matemático estadunidense.
Trabalha com análise e combinatória. É atualmente professor da cátedra de matemática Evan Pugh da Universidade Estadual da Pensilvânia. Obteve o PhD em 1964 na Universidade da Pensilvânia, orientado por Hans Rademacher.
Suas contribuições incluem diversas monografias e mais de 250 artigos. Em 1976 descobriu o caderno perdido de Ramanujan de Ramanujan. É particularmente interessado em pedagogia matemática.
Andrews é um membro da Academia Nacional de Ciências dos Estados Unidos. Foi eleito fellow da Academia de Artes e Ciências dos Estados Unidos em 1997. Em 2008 foi eleito presidente da American Mathematical Society, exercendo o cargo de 2009 a 2010.
Seu livro The Theory of Partitions é a referência padrão sobre partição de inteiros.

## Publicações
- Number Theory (Dover, 1994, ISBN 0486682528)
- The Theory of Partitions (Cambridge University Press, 1998, ISBN 052163766X)
- Integer Partitions (com Eriksson, Kimmo) (Cambridge University Press, 2004, ISBN 0521841186)
- Ramanujan's Lost Notebook: Part I (com Bruce C. Berndt) (Springer, 2005, ISBN 038725529X)
- Ramanujan's Lost Notebook: Part II, (com Bruce C. Berndt) (Springer, 2008, ISBN 9780387777658)
- "Special functions" by George Andrews, Richard Askey e Ranjan Roy, Encyclopedia of Mathematics and Its Applications, The University Press, Cambridge, 1999